# O' Sailor
O' Sailor è un singolo della cantautrice statunitense Fiona Apple, pubblicato nel 2005 ed estratto dal suo terzo album Extraordinary Machine.

## Tracce
- CD Promozionale

1. O' Sailor (Radio Edit) – 4:39
2. O' Sailor (Album Version) – 5:36

## Video
Il video del brano è stato diretto dalla regista italiana naturalizzata canadese Floria Sigismondi.